# Peggy Moffitt
Peggy Moffitt   (Los Angeles, 14 de maig de 1940 - Beverly Hills, 10 d'agost de 2024) va ser una model i actriu estatunidenca. Durant la dècada del 1960, va treballar molt estretament amb el dissenyador de moda Rudi Gernreich i va desenvolupar un estil característic que presentava un maquillatge carregat i un tallat de cabells asimètric.

## Biografia

### Carrera com a model
Tot i que el seu aspecte únic ha estat àmpliament reconegut, Moffitt va començar la seva carrera com a actriu, començant amb un paper sense acreditar a la pel·lícula de 1955 You're Never Too Young. Va començar a modelar a París a la dècada del 1950.
Durant la dècada del 1960 va desenvolupar un estil característic, que inclou pestanyes falses i maquillatge d'ulls carregat. El seu pentinat, un tall de bol asimètric, creat per Vidal Sassoon, va passar a ser conegut com el «cinc punt». El seu aspecte únic es va convertir en una icona de l'escena de la moda de la dècada del 60.

### Gernreich, Moffitt, i Claxton
Rudi Gernreich va col·laborar amb Moffitt i el seu marit, el fotògraf William J. Claxton. Els tres es van convertir en «un trio dinàmic i inseparable». «Sense Rudi jo no hauria estat una model dotada i innovadora», va explicar Moffitt a The Rudi Gernreich Book. «Sense mi ell no hauria estat un dissenyador avantguardista genial. Ens vam fer millors els uns als altres. Vam ser el catalitzador dels altres... Va ser divertit, va ser estimulant, va ser una veritable col·laboració, i sí, va ser amor». Més tard, Moffit va ser descrita com la seva musa.

#### El monokini
Gernreich va concebre per primera vegada un vestit de bany amb topless el desembre de 1962, però no tenia la intenció de produir el disseny comercialment. Tenia més significat per a Gernreich com a idea que com a realitat. Gernreich va fer que Moffitt modelés el vestit en persona per a Diana Vreeland de Vogue, que li va preguntar per què va concebre el disseny. Gernreich li va dir que sentia que era el moment de «la llibertat a la moda, així com a qualsevol altra faceta de la vida», però que el vestit de bany era només una declaració. «[Les dones] ja deixen caure la part superior del biquini», va dir, «així que semblava el següent pas natural». Ella li va dir: «Si hi ha una imatge d'això, serà una actualitat. L'has de fer». Gernreich va decidir anomenar el seu disseny monokini. Quan es va organitzar una sessió de fotografies a Montego Bay, a les Bahames, les cinc models contractades per a la sessió es van negar a portar el disseny. El fotògraf finalment va convèncer una local aventurera perquè el modelés.
Per evitar sensacionalitzar el disseny, Moffitt, el seu marit i fotògraf William Claxton, i Gernreich van decidir publicar les seves pròpies imatges per a la premsa de moda i els mitjans de comunicació. Moffitt es va mostrar inicialment resistent a la idea de posar-se en topless, i tenia por que la fotografia i la cobertura consegüent poguessin sortir de control. Ella va dir,
| « | Sóc una descendent puritana del Mayflower. Portava aquell maleït Plymouth Rock a l'esquena. … Quan vaig cedir, ho vaig fer amb moltes regles. No em mostraria a la passarela d'aquesta manera. Només ho faria amb Bill. Com que Rudi mai no tindria prou diners per fer-ho, ho vaig fer gratis. Però tenia l'última paraula a tot arreu on anava fotogràficament. No Playboy. No Esquire. No volia ser explotada. | » |

Look va ser el primer a publicar, després que Life es negués, una vista posterior de Moffitt modelant el vestit de bany el 2 de juny de 1964, i l'endemà, la columnista Carol Bjorkman de Women's Wear Daily va publicar una imatge frontal de Moffitt amb el monokini.
La fotografia es va convertir en una notícia mundial. Es va convertir en una imatge celebrada de l'extremisme dels dissenys de la dècada del 60. Moffit va dir més tard: «Va ser una declaració política. No estava pensada per a ser usada en públic».
Moffitt està cansada de l'atenció dedicada a les imatges d'ella modelant el monokini. El 2012, va dir sobre la fotografia: «La fotografia va ser vista arreu del món. Penseu en alguna cosa de la vostra vida que trigui 1/60 de segon. Ara, imagineu-vos haver de passar la resta de la vostra vida parlant-ne. Crec que és una fotografia preciosa, però estic cansada de parlar-ne».

### Altres treballs
El 1985, Los Angeles Fashion Group va organitzar una retrospectiva de Gernreich, Looking Back at a Futurist. Volien que una dona modelés el monokini, però Moffitt es va oposar en veu alta perquè pensava que explotaria les intencions de Gernreich.
Després de la mort de Gernreich, va conservar els drets legals sobre els seus dissenys i va organitzar que els seus dissenys es mostressin en una exposició titulada The Total Look: The Creative Collaboration Between Rudi Gernreich, Peggy Moffitt and William Claxton al Pacific Design Center del Museu d'Art Contemporani de Los Angeles.
També va col·laborar amb Marylou Luther i el seu marit per publicar un llibre complet que descriu els dissenys de Gernreich.

## Vida personal
Moffit es va casar amb el fotògraf William J. Claxton el 1960. La parella va tenir un fill, Christopher, el 1973. Van romandre casats fins a la mort de Claxton l'octubre de 2008.

## En la cultura popular
La banda de Chicago The Handcuffs inclou la cançó Peggy Moffitt al seu àlbum debut de 2006 Model for a Revolution, amb fotografies icòniques de Moffitt a la portada del CD.
Boyd Rice i Giddle Partridge van llançar un enregistrament de vinil d'edició limitada anomenat Going Steady With Peggy Moffitt el 2008.

## Filmografia
| Any  | Títol                      | Paper            | Notes                                          |
| ---- | -------------------------- | ---------------- | ---------------------------------------------- |
| 1955 | You're Never Too Young     | Agnes            | Una comèdia de Martin & Lewis; sense acreditar |
| 1956 | Meet Me in Las Vegas       | Showgirl         | sense acreditar                                |
| 1956 | The Birds and the Bees     | Penny            | sense acreditar                                |
| 1958 | Senior Prom                | Girl With Holder |                                                |
| 1959 | The Young Captives         | Noia jove        | sense acreditar                                |
| 1959 | Up Periscope               | Jukebox girl     | sense acreditar                                |
| 1959 | Battle Flame               | Infermera Fisher |                                                |
| 1959 | Girls Town                 | Flo              | títol alternatiu: The Innocent and the Damned  |
| 1960 | Alcoa Theatre              | Dodie Charles    | Episodi: «Capital Gains»                       |
| 1960 | Goodyear Theatre           | Dodie Charles    | Episodi: «Capital Gains»                       |
| 1964 | The Alfred Hitchcock Hour  | Robin Rath       | Episodi: «Beast in View»                       |
| 1966 | Who Are You, Polly Maggoo? | Maniquí/Model    | títol en francès: Qui êtes vous, Polly Maggoo? |
| 1966 | Blowup                     | Model            | sense acreditar                                |
| 1967 | Basic Black                | Model            |                                                |